# 第31回ブルーリボン賞 (鉄道)

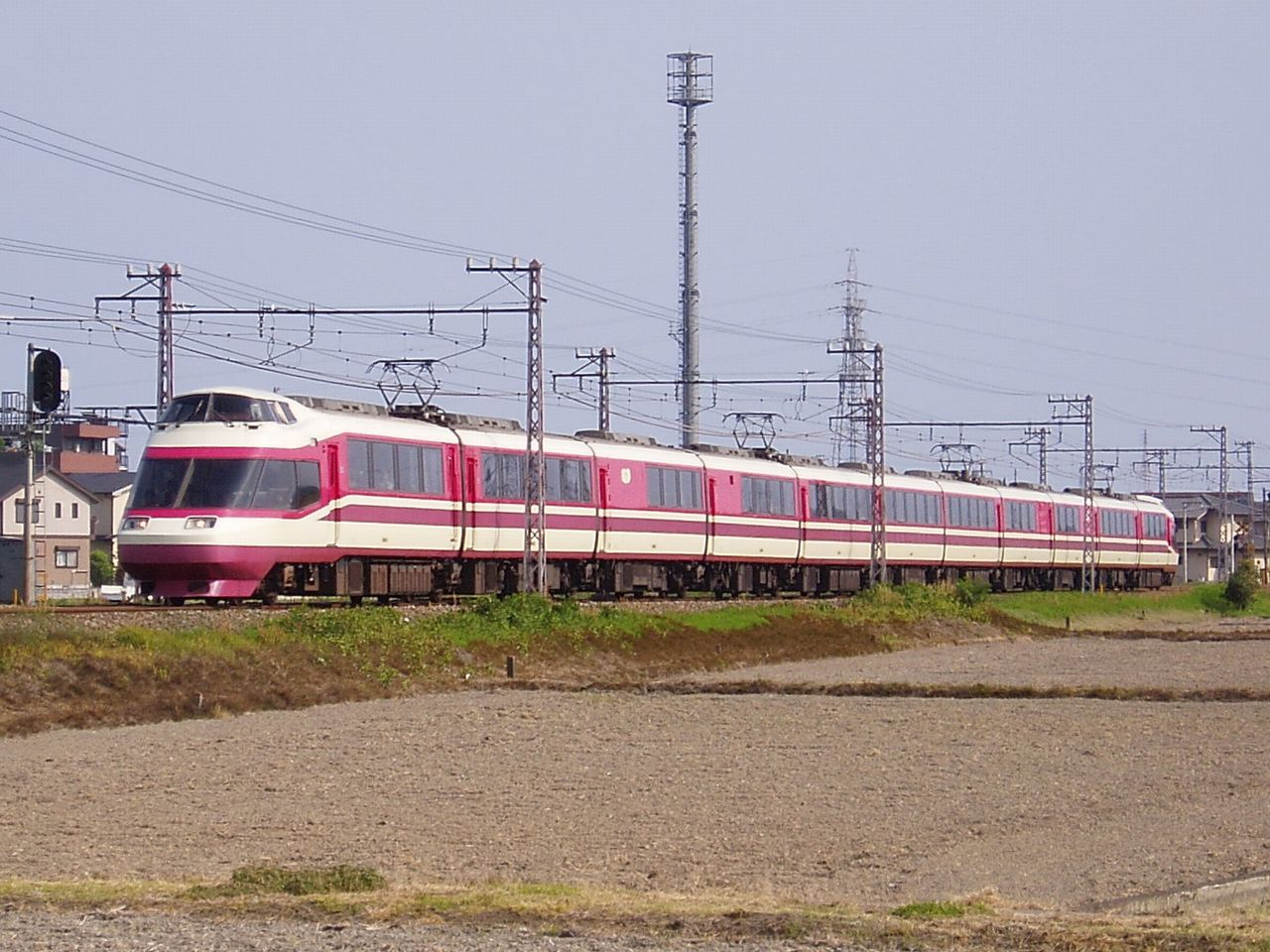
第31回ブルーリボン賞
小田急10000形

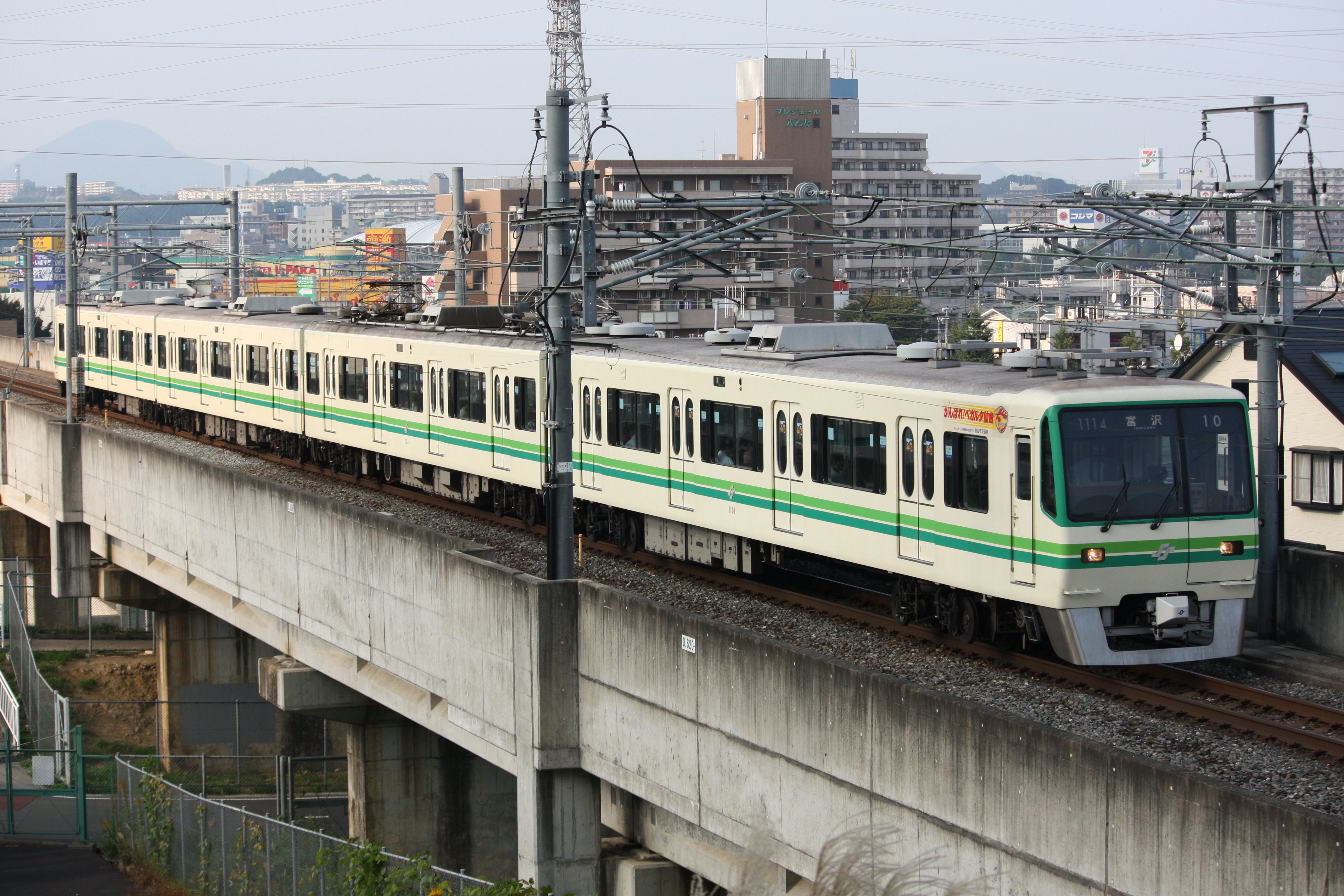
第28回ローレル賞
仙台市交通局1000系

第31回ブルーリボン賞（だい31かいブルーリボンしょう）は、1988年に鉄道友の会が選定したブルーリボン賞である。本項では、第28回ローレル賞（だい28かいローレルしょう）についても併せて記す。

## 概要
日本国内で使用する鉄道・軌道車両のうち、1987年1月1日から12月31日までの間に日本国内で営業運転に就いた新形式車両またはそれとみなせる車両で、候補車両決定の時点で現に営業をしていることを概ねの要件とする選定候補車両45車種のなかから、ブルーリボン賞・ローレル賞各1形式が選定された。

## 選定車両

### ブルーリボン賞
小田急電鉄 10000形電車（HiSE）総票数5,352票中、1,570票を得票。
- 次点は東日本旅客鉄道（日本国有鉄道）165系電車「パノラマエクスプレスアルプス」（480票）[1]

### ローレル賞
- 仙台市交通局 1000系電車

## 候補車両
鉄道友の会ブルーリボン賞・ローレル賞選考委員会が候補車両とした45車種。太字がブルーリボン賞、斜体がローレル賞選定車両。
| 会社名         | 車両形式 |
| -------------- | --- |
| 日本国有鉄道   | 165系電車「パノラマエクスプレスアルプス」 キロ59形500番台・キロ29形500番台気動車「サロンエクスプレスアルカディア」 オロ12系700番台・オロ14系700番台客車「スーパーエクスプレスレインボー」 オロ12系800番台客車「オリエントサルーン」 スハネ25形700番台客車 213系電車 121系電車 キハ32形気動車 キハ54形気動車 キハ31形気動車 キハ58形・キハ28形気動車「ゆ～とぴあ」 キハ58形8000番台・キハ28形8000番台気動車「BUNBUN」 |
| 北海道旅客鉄道 | キハ84形100番台・キハ84形110番台気動車 |
| 札幌市交通局   | 8510形電車 |
| 仙台市交通局   | 1000系電車 |
| 会津鉄道       | AT-100形・AT-150形気動車 AT-200形気動車 |
| 東日本旅客鉄道 | 183系電車「あずさアコモ改造車」 |
| 小田急電鉄     | 10000形電車 |
| 東京急行電鉄   | 7700系電車 |
| 相模鉄道       | 3050系電車 |
| 伊豆急行       | サロ1800形電車 |
| 天竜浜名湖鉄道 | TH1形気動車 |
| 名古屋鉄道     | モ770形電車 3300系電車 6800系電車 キハ20形気動車 |
| 名古屋市交通局 | 6000形電車 |
| 伊勢鉄道       | イセI型気動車 |
| 信楽高原鐵道   | SKR200形気動車 |
| 京福電気鉄道   | ケ1形 |
| 叡山電鉄       | デオ710形・デオ720形電車 |
| 西日本旅客鉄道 | 0系7000番台新幹線電車 キロ59形550番台・キロ29形550番台気動車「ほのぼのSUN-IN」 オロ12系850番台・14系850番台客車「あすか」 |
| 近畿日本鉄道   | 1220系電車 1250系電車 |
| 阪堺電気軌道   | 701形電車 |
| 岡山電気軌道   | 岡軌7700型電車 |
| 広島電鉄       | 3800形電車 |
| 錦川鉄道       | NT2000形気動車 |
| 若桜鉄道       | WT2500形気動車 |
| 四国旅客鉄道   | オロ50系客車「アイランドエクスプレス四国」 |
| 九州旅客鉄道   | オロ12系700番台客車「パノラマライナーサザンクロス」 |
| 長崎電気軌道   | 1300形電車 |